# Peter Bernstein (Komponist)
Peter Bernstein (* 10. April 1951 in New York City) ist ein US-amerikanischer Komponist von Filmmusik.

## Leben
Seit den frühen 1980er Jahren arbeitet er für die Filmstudios. Er schrieb die Soundtracks zu Filmen wie Sunset Beat – Die Undercover-Cops oder Susan’s Plan, hat aber auch die Musik für einige Fernsehserien wie Liebling, ich habe die Kinder geschrumpft, 21 Jump Street – Tatort Klassenzimmer (1987) Stargate – Kommando SG-1 (1997) oder Masters of Horror (2005) verfasst. Er ist der Sohn von Elmer Bernstein, mit dem er gelegentlich auch für den Film komponierte (etwa Ekstase, Wild Wild West oder Unsere feindlichen Nachbarn).
1985 wurde er für die Musik zu Ekstase mit einer Goldenen Himbeere ausgezeichnet.

## Filmografie
- 1982: Das stumme Ungeheuer (Silent Rage)
- 1982: Ich glaub’ mein Straps funkt SOS (Class Reunion)
- 1984: Hot Dog – Der Typ mit dem heißen Ski (Hot Dog... The Movie)
- 1984: Die Ewoks – Karawane der Tapferen (The Ewok Adventure), auch Caravan of Courage
- 1984: Ekstase (Bolero)
- 1985: Kampf um Endor (Ewoks: The Battle for Endor)
- 1985: Future Project – Die 4. Dimension (My Science Project)
- 1985: Rape – Die Vergewaltigung des Richard Beck (The Rape of Richard Beck)
- 1986: Die Abenteuer der 5 kleinen Spione (Little Spies)
- 1987: Alamo – 13 Tage bis zum Sieg (The Alamo: Thirteen Days to Glory, Fernsehfilm)
- 1987–1991: 21 Jump Street – Tatort Klassenzimmer (21 Jump Street, Fernsehserie, 103 Episoden)
- 1989: Operation Nightbreaker (Nightbreaker)
- 1990: Abenteuer in Malaysia (Exile)
- 1990: Sunset Beat – Die Undercover-Cops (Sunset Beat)
- 1991: Tigerjagd in Manhattan (N.Y.P.D. Mounted)
- 1993: Rettet uns! Hilfeschreie unter Trümmern (Trouble Shooters: Trapped Beneath the Earth)
- 1994: Das steh ich durch (My Breast)
- 1995: Unsere feindlichen Nachbarn (Canadian Bacon)
- 1996: Jack Reed: Die jungen Wölfe (Jack Reed: Death and Vengeance)
- 1998–1999: Chicago Hope – Endstation Hoffnung (Chicago Hope, Fernsehserie, 24 Episoden)
- 1998: Lautlose Invasion (Target Earth)
- 1998–2000: Liebling, ich habe die Kinder geschrumpft (Honey, I Shrunk the Kids: The TV Show, Fernsehserie, 33 Episoden)
- 1998: Susan’s Plan
- 1999: Kill And Smile (Happy Face Murders)
- 1999: Wild Wild West
- 2000: E-Mail ans Weiße Haus (Mail to the Chief)
- 2001: Megiddo – Das Ende der Welt (Megiddo: The Omega Code 2)
- 2004: Dämonische Spiele – Puppet Master vs Demonic Toys (Puppet Master vs Demonic Toys)

## Auszeichnungen
Goldene Himbeere
- 1985: Auszeichnung für die Schlechteste Filmmusik für Ekstase